# Aluminiumnitrat
Aluminiumnitrat, Al(NO3)3•9 H2O, är ett vattenlösligt salt som förekommer i form av färglösa kristaller, som är starkt hygroskopiska och med en smältpunkt vid 73°C. I vattenlösning har det sur reaktion.

## Framställning
Aluminiumnitrat kan framställas genom reaktion av salpetersyra med aluminium(III)klorid. Nitrosylklorid produceras som en biprodukt vilken bubblar ut ur lösningen som en gas.
Aluminiumnitrat kan också framställas i en metatesreaktion mellan aluminiumsulfat och en nitratsalt med en lämplig katjon såsom barium, strontium, kalcium, silver eller bly, till exempel: 
Al2(SO4)3 + 3Ba(NO3)2 → 2Al(NO3)3 + 3BaSO4. 
Bariumsulfat, BaSO4, är mycket svårlösligt och fälls ut och kan filtreras bort så att aluminium- och nitratjoner blir kvar i vattenlösningen. När vattnet dunstar bort från lösningen kristalliserar ett kristallvattenhaltigt aluminiumnitrat, vanligtvis nonahydratet. Antalet kristallvatten kan variera.

## Användning
Aluminiumnitrat kan användas som betmedel vid färgtryckning med alizarinrött.
Aluminiumnitrat används vid garvning av läder, i antiperspiranter, i korrosionsinhibitorer, vid utvinning av uran, petroleumraffinering och som ett nitrerande medel. Aluminiumnitrat är också ett starkt oxidationsmedel.